# Ian Duddy
Ian Duddy (23 de noviembre de 1972) es el actual embajador británico para Uruguay, en sucesión de Ben Lyster Binns. 
En 2006 realizó una maestría en la Universidad Nacional de Australia.
Se desempeñó como Subdirector de la Oficina de Propiedad Intelectual del Departamento de Negocios, Innovación y Habilidades.
Es Consejero Político y Director de Política, Derechos Humanos y Prensa en la misión británica ante la ONU en Ginebra.